# Сальца-ди-Пинероло
Сальца-ди-Пинероло (итал. Salza di Pinerolo) — коммуна в Италии, располагается в регионе Пьемонт, в провинции Турин.
Население составляет 78 человек (2008 г.), плотность населения составляет 5 чел./км². Занимает площадь 15 км². Почтовый индекс — 10060. Телефонный код — 0121.
В коммуне 8 сентября особо празднуется Рождество Пресвятой Богородицы.

## Демография
Динамика населения:

## Администрация коммуны
- Официальный сайт: http://www.comune.salzadipinerolo.to.it